# Ove Rehn
Ove Harald Rehn, född 9 februari 1933 i Sjundeå i Finland, död 28 november 2004 i Helsingfors, var en finlandssvensk ekonom och en inflytelserik person inom fotboll.

## Biografi
Rehn arbetade som Finlands Bollförbunds ordförande mellan 1974 och 1975. Han utexaminerade sig som diplomekonom från Svenska handelshögskolan och gjorde sin karriär i affärslivet. Rehn arbetade bland annat som VD för Lundia och ledde sitt eget importföretag.
Ove Rehn var en ivrig förespråkare för damfotboll under en tid då fotboll tog sina första steg i Finland som en kvinnosport. Utöver ordförandeskapet för Bollförbundet fungerade han också som lagledare för Finlands landslag. Dessutom var Rehn vid flera tillfällen ordförande för Grankulla IFK.
Rehn gifte sig med före detta försvarsminister Elisabeth Rehn år 1955. Parets dotter är arkitekt och riksdagsledamot Veronica Rehn-Kivi.